# Логарифмический рост

График логарифмического роста

В математике, логарифмический рост описывает феномен, чей размер или стоимость может быть описана логарифмической функцией, зависящей от некоторого входного значения, например y = C log(x). Может быть использовано любое основание логарифма, так как одно может быть переведено в другое умножением на конкретную постоянную величину. Логарифмический рост является обратным экспоненциальному росту и он довольно медленный.
Распространенный пример логарифмического роста — это число, N, в позиционной системе счисления, которое растет как logb(N), где b основание использованной числовой системы, например, 10 для десятичной арифметики. В высшей математике, частичная сумма гармонического ряда
{\displaystyle 1+{\frac {1}{2}}+{\frac {1}{3}}+{\frac {1}{4}}+{\frac {1}{5}}+\cdots }
растет логарифмически. В проектировании компьютерных алгоритмов, логарифмический рост и родственные варианты, такие как логарифмически линейный или линеарифмический рост желательные признаки эффективности и появляются в анализе временной сложности алгоритмов, таких как двоичный поиск.
Логарифмический рост может привести к явным парадоксам, например, как в Мартингейл — стратегии управления ставками в азартных играх, где потенциальные выигрыши перед банкротством растут как логарифм денежных средств игрока. Он также играет роль в санкт-петербургском парадоксе.
В микробиологии, фаза резко растущего экспоненциального роста культуры клеток иногда называется логарифмическим ростом. Во время этой фазы роста бактерий, число появляющихся новых клеток пропорционально популяции. Эта терминологическая путаница между логарифмическим ростом и экспоненциальным ростом может быть объяснена тем фактом, что кривые экспоненциального роста могут быть выпрямлены если для их построения используется логарифмический масштаб для осей роста.